# Sergio Barragán
Sergio Barragán Carrasco (Madrid, España, 17 de marzo de 1930-ib., 19 de diciembre de 2014) fue un futbolista español que jugaba como defensa.

## Clubes
| Club                         | País   | Año       |
| ---------------------------- | ------ | --------- |
| C. D. Numancia de Soria      | España | 1950-1951 |
| C. A. Osasuna                | España | 1951-1953 |
| Club Atlético de Madrid      | España | 1953-1955 |
| Cultural y Deportiva Leonesa | España | 1955-1957 |
| R. C. Deportivo de La Coruña | España | 1957      |
| Real Gijón                   | España | 1957-1958 |
| A. D. Rayo Vallecano         | España | 1958-1961 |